# Німецьке палеонтологічне товариство
Німецьке палеонтологічне товариство (нім. Paläontologische Gesellschaft) — асоціація німецьких палеонтологів. Є некомерційним об'єднанням, що базуються у Франкфурті-на-Майні.

## Історія
Асоціація була створена 12 серпня 1912 року d Грайфсвальді з ініціативи Отто Єкеля в присутності ще 33 учасників, серед яких були: Ріхард Бертлінг, Сергій Бубнов, Артур Данненберг, Вільгельм Дік, Герман Фішер, Фріц Фрех, Фрідріх фон Хюне, Ернст Кальковський, Пауль Густаф Краузе, Еріх Кренкель, Ріхард Лахман, Віктор Мадзен, Ганс Менцель, Ганс Філіпп, Йозеф Фелікс Помпецький, Герман Рауф, Карл Ренц, Вольфганг Зоергель, Александр Торнквіст, Еміль Вепфер, Рудольф Вілкенс, Евальд Вюст, Йоганн Висогорський і Ернст Ціммерман.
Перші загальні збори провели 5 й 6 вересня 1912 року в готелі Weißes Roß у Гальберштадті; 6 вересня утворили тимчасову раду, до якої увійшли Єкель (президент), Фрех і Помпецький (віцепрезидент), а також були призначені секретарі (Густав фон Артгабер і Фрідріх фон Гюне) і скарбник (Пауль Густаф Краузе) товариства.
Палеонтологічне товариство спочатку було засноване як міжнародне. На момент його заснування було подано 143 заявки на членство, нині товариство налічує понад 1000 членів.

## Діяльність
Палеонтологічне товариство щорічно організовує симпозіум і видає Palaontologische Zeitschrift («Палеонтологічний журнал»), що виходить чотири рази на рік і включений у Science Citation Index (SCI).
За особливі досягнення в області палеонтології товариство щорічно присуджує медаль Ціттеля за видатні заслуги непрофесійних членів, премію Тіллі Едінгера (нім. Tilly Edinger Preis) для молодих вчених і премію Фрідріха фон Альберті за особливі наукові заслуги.
Зараз Виконавча рада Палеонтологічного товариства складається з президента, трьох віцепрезидент, трьох секретарів, скарбника і головного редактора палеонтологічного журналу.